# Phare de Senokozulua
Le phare de Senokozulua est un phare situé sur le Cap de Senokozulua dans l'entrée du Port de Pasaia, donnant sur la Mer Cantabrique, dans la province du Guipuscoa (Pays basque) en Espagne. C'est un feu directionnel qui guide les bateaux dans le passage étroit vers le port avec la balise de la jetée de Senokozulua.
Il est géré par l'autorité portuaire du Port de Pasaia .

## Histoire
- Phare de Senokozulua a été construit en 1909 au-dessus du passage ouest du chenal menant au port, à environ 2,5 km de Pasaia, sur Punta de Senokozulua ou Punte des Cruces. C'est une petite tour en 9 m de haut, avec galerie et lanterne, au front d'une maison de gardien d'un étage avec toit en tuile. L'édifice est blanc et domine la mer à 52 m face à une balise sur une petite jetée de Senokozuela. Il émet une lumière blanche, verte ou rouge, de 1.5 seconde selon direction, toutes les 7.5 secondes.

Identifiant : ARLHS : SPA127 ; ES-00140 - Amirauté : D1458 - NGA : 1736 .
|                       |
| Balise de Senokozulua |

|                   |
| Le port de Pasaia |

|                                      |
| La balise de la jetée de Senokozulua |

- Balise de la jetée de Senokozulua est une tourelle cylindrique métallique montée sur un petit local technique en béton. La Tourelle de 7 m de haut est peinte en blanc avec quatre bandes vertes horizontales. Elle émet, à une hauteur focale de 14 m, deux éclats verts toutes les 7 secondes. Elle est située au bout d'une petite jetée au pied de la falaise.

Identifiant : ARLHS : SPA359 ; ES-00160 - Amirauté : D1460 - NGA : 1748 .